# Каблуков Ілля Андрійович
Ілля Андрійович Каблуков (рос. Илья Андреевич Каблуков; 18 січня 1988, м. Москва, СРСР) — російський хокеїст, центральний нападник. Виступає за «Атлант» (Митищі) у Континентальній хокейній лізі.
Вихованець хокейної школи «Вимпел» (Москва). Виступав за ЦСКА-2 (Москва), ЦСКА (Москва), «Торпедо» (Нижній Новгород), «Спартак» (Москва).
У складі юніорської збірної Росії учасник чемпіонату світу 2006.